# 日立総合病院
株式会社日立製作所日立総合病院（ひたちせいさくしょひたちそうごうびょういん）は、茨城県日立市にある医療機関で、株式会社日立製作所が運営する病院である。
略称は日製日立病院（にっせいひたちびょういん）。日立市内では「日製病院(にっせいびょういん)」と言う人も多い。バス停は病院敷地外は「日製病院前」で病院敷地内は「日立総合病院」である。日立保健医療圏の災害拠点病院、東京医科大学茨城医療センター（稲敷郡阿見町）とともに、茨城県内2ヶ所の肝疾患診療連携拠点病院である。
企業が設立し運営する「企業立病院」の一つで、1938年に現在地である助川海防城跡の一角に建設された。道路を挟んで南に立地し、北には日立市立助川小学校が立地している。

## 診療科
- 内科
- 心臓血管外科
- 神経内科
- 小児科
- 新生児科
- 外科
- 整形外科
- 形成外科
- 脳神経外科
- 皮膚科
- 泌尿器科
- 産婦人科
- 眼科
- 耳鼻咽喉科
- 放射線診療科
- 麻酔科
- リハビリテーション科
- 歯科

## 各種認定
- 人間ドック学会　人間ドック・健診施設機能評価認定
- ISO9001取得

## 医療機関の指定等
- 保険医療機関
- 三次救急告示医療機関
- 労災保険指定医療機関
- 指定自立支援医療機関（更生医療・育成医療・精神通院医療）
- 身体障害者福祉法指定医の配置されている医療機関
- 生活保護法指定医療機関
- 結核指定医療機関
- 原子爆弾被害者医療指定医療機関
- 第二種感染症指定医療機関
- 母体保護法指定医の配置されている医療機関
- 災害拠点病院
- 小児救急拠点病院
- 臨床研修指定病院
- 茨城県地域がんセンター
- がん診療連携拠点病院
- 肝疾患診療連携拠点病院
- DPC対象病院
- 地域周産期母子医療センター

## 施設認定
以下は病院ホームページによる。
- 臨床研修指定病院
- 日本内科学会認定内科専門医教育病院
- 日本胸部疾患学会内科系認定医制度認定病院
- 日本消化器内視鏡学会認定指導施設
- 日本消化器病学会認定制度認定施設
- 日本血液学会認定研修施設
- 日本神経学会認定教育関連施設
- 日本肝臓学会専門医制度研修施設
- 日本循環器学会認定循環器専門医研修施設
- 日本小児科学会認定医制度研修施設
- 日本外科学会認定医制度修練施設／専門医制度修練施設
- 日本胸部外科学会認定医認定制度関連施設
- 日本呼吸器外科学会専門医制度関連施設
- 日本整形外科学会認定医制度研修施設
- 日本形成外科学会認定医制度研修施設
- 日本脳神経外科学会専門医認定制度訓練施設
- 日本産婦人科学会認定医制度卒後研修指導施設
- 日本眼科学会専門医制度研修施設
- 日本耳鼻咽喉科学会専門医研修施設
- 日本皮膚科学会認定専門医研修施設
- 日本泌尿器科学会認定医制度専門医教育施設
- 日本麻酔学会指導病院
- 日本医学放射線学会専門医研修協力機関
- 日本病理学会認定病理医制度認定病院
- 日本プライマリ・ケア学会認定医研修施設
- 日本腎臓学会研修施設
- 日本透析医学会教育関連施設
- 日本消化器外科学会専門医修練施設
- 日本乳癌学会関連施設

## 費用負担
- 初診時に紹介状がない場合、厚生労働省の定める「選定療養費制度」により別途医科5,500円、歯科3,300円が加算される。
- 入院費用については、クレジットカードの使用が可能である。

## 交通アクセス
病院公式サイトも参照
- JR東日本常磐線「日立駅」より茨城交通日立オフィスバスで「日立総合病院」行き（直通バス）乗車、「日立総合病院」下車。または国道環状線などで「日製病院前」下車。
- 常磐自動車道日立中央インターチェンジより10分